# رستم بستوني
رستم بستوني ((بالعبرية: רוסתם בסתוני‏)، 15 مارس 1923 - 26 أبريل 1994) سياسي وصحافي إسرائيلي. كان أول عربي إسرائيلي يمثل حزبًا صهيونيًا في الكنيست.

## السيرة الذاتية
ولد بستوني في عهد فلسطين الانتدابية في مدينة حيفا المختلطة. التحق بمعهد التخنيون وتخرج بدرجة في الهندسة المعمارية وأصبح معلمًا.
انضم بستوني للفرع العربي من [[حزب العمال الموحد|حزب العمال الموحد (مبام)}} عام 1951 وارتقى في صفوف الحزب، ورغم أنه لم ينتخب فقد شغل منصب سكرتير الحزب في الكنيست الأولى، كما حرر الطبعة العربية من مجلة مبام الأسبوعية "الفجر".
احتل مكانة عالية بما يكفي في قائمته خلال لانتخابات عام 1951 للفوز بمقعد في الكنيست، وبذلك أصبح أول عربي إسرائيلي يمثل حزبًا صهيونيًا (خدم ثلاثة من أعضاء الكنيست العرب في الكنيست الأولى، لكن لم يشارك أي منهم في الأحزاب الصهيونية، كان أحدهما عضوًا في الشيوعي ماكي والآخران كانا عضوين في حزب عربي وهو قائمة الناصرة الديمقراطية).
خلال فترة ولايته الأولى في الكنيست، أدت الانقسامات الداخلية على محاكمة سلانسكي ‏ إلى انقسام مابام. غادر بستوني الحزب في 20 فبراير 1951، وأقام الفصيل اليساري مع أدولف بيرمان وموشيه سنيه ‏، إلا أنه مع انضمام كل من بيرمان وسنيه إلى ماكي، عاد بستوني إلى مابام في 1 نوفمبر 1954.
فقد بستوني مقعده في انتخابات 1955 ولم يعد إلى الكنيست. في عام 1963 أصبح ابن أخيه حسن بستوني ‏ أول عربي يلعب في الدرجة الأولى في الدوري الإسرائيلي الممتاز لكرة القدم عندما شارك لأول مرة مع نادي مكابي حيفا. لاحقًا شغل منصب مستشار وزارة الإسكان في القضايا المتعلقة بالمستوطنات العربية. كان مكرسًا أيضًا لتعزيز الانسجام بين اليهود والعرب، وفي عام 1966 أسس لجنة الإجراءات الخاصة بالعرب الإسرائيليين من أجل إسرائيل. هاجر إلى الولايات المتحدة عام 1969 حيث أصبح داعية لحل الدولة الواحدة ونشر آرائه في صحيفة نيويورك تايمز عام 1972. قام لاحقًا بتدريس تاريخ الشرق الأوسط في جامعة ولاية نيويورك وأصبح كبير المهندسين في كلية مدينة نيويورك للتكنولوجيا ‏. توفي عام 1994 عن عمر يناهز 71 عامًا.

## وصلات خارجية
- رستم بستوني على الموقع الإلكتروني للكنيست